# Aphantaulax cincta
Aphantaulax cincta är en spindelart som först beskrevs av Ludwig Carl Christian Koch 1866.  Aphantaulax cincta ingår i släktet Aphantaulax och familjen plattbuksspindlar. Inga underarter finns listade i Catalogue of Life.